# 熊谷博子
熊谷博子（くまがい ひろこ、1951年 - ）は、日本の映画監督・映像ジャーナリスト。東京都出身。

## 来歴
- 1975年 - 早稲田大学政経学部を卒業し、日本映像記録センターに入社。

ディレクターとして日本テレビ系列での「知られざる世界」などTVドキュメンタリーを手がける。国境を越えて戦争や麻薬などシビアな社会問題に鋭く切り込む手腕が評価される。
- 1985年 - フリーの映像ジャーナリストとして独立。TVドキュメンタリーのほか、劇場公開映画作品も手がける。
- 1989年 - 戦時下アフガニスタンの記録映画「よみがえれカレーズ」（土本典昭と共同監督）を制作。
- 1995年 - 自らの経験を元に、育児とまちづくりを描いた「ふれあうまち向島・オッテンゼン物語」を制作。全国140箇所以上で上映される。
- 2004年 - 日本の女性映画監督を描いた「映画をつくる女性たち」を制作。
- 2005年 - 三井三池炭鉱の記録映画「三池　終わらない炭鉱の物語」を制作。東京では100人規模のミニシアター（ポレポレ東中野）での上映ながらムーブオーバーと再上映を繰り返し1館で来場者1万人を超える異例の話題作となる。
- 2013年 - 『三池を抱きしめる女たち〜戦後最大の炭鉱事故から50年』がNHKのETV特集で放映される。
- 2014年6月 - 第40回放送文化基金賞のドキュメンタリー部門で、最優秀賞を『三池を抱きしめる女たち〜戦後最大の炭鉱事故から50年』が受賞。熊谷個人としても、同番組・製作賞を受賞、ダブル受賞となった。

- これまでに各TV局で50本以上のドキュメンタリー番組を手がけている。
- 2019年5月 - ドキュメンタリー映画「作兵衛さんと日本を掘る」を7年がかりで完成させ、ポレポレ東中野ほか全国で劇場公開される。

## 作風
- 自身の人生をオーバーラップさせる題材を多く選びながら、イデオロギーや特定のスタンスに偏向することなく作品を制作している。「三池　終わらない炭鉱の物語」は本人は三池炭鉱に何ら直接的なかかわりを持たないながら、それゆえに客観的なスタンスで撮影できたと語る。従来三池闘争を描く際には、第一組合の意見が多く語られがちで「資本＝悪」というスタンスが多かった中、第一第二両組合の中心人物に加え三井側の人間にも取材を敢行し、様々な意見の描出に成功している。

## エピソード
- 1991年に40歳で出産後、子育てと仕事を両立しており「右手にカメラ、左手にこども」をモットーにしている。

## フィルモグラフィー
- 「よみがえれカレーズ」（共同監督）（1985年）
- 「ふれあうまち向島・オッテンゼン物語」（1995年）
- 「映画をつくる女性たち」（2004年）
- 「三池　終わらない炭鉱の物語」（2005年）
- 『三池を抱きしめる女たち〜戦後最大の炭鉱事故から50年』（2013年）
- 「作兵衛さんと日本を掘る」（2019年）
- 「かづゑ的」(2023年)